# بوولت (ویرجینیای غربی)
بوولت(به انگلیسی: Bolt) شهری در ایالت ویرجینیای غربی کشور ایالات متحده آمریکا است که جمعیت آن در سرشماری سال ۲۰۱۰ میلادی، ۵۴۸ نفر بوده‌است.